# Samantha Ferris
Samantha Jane Ferris (ur. 2 listopada 1968 w Vancouver w prowincji Kolumbia Brytyjska) – kanadyjska aktorka. Rozpoznawalność przyniosła jej rola Nina Jarvis w serialu USA Network 4400 (2005–2006) i postać Ellen Harvelle w serialu The WB / The CW Nie z tego świata (2006–2011).

## Kariera
Rozpoczęła karierę jako spikerka radiowa, a w połowie lat 90. pracowała jako reporterka telewizyjna dla stacji KVOS-TV 12 w Bellingham w stanie Waszyngton i BCTV w Vancouver, gdzie występowała pod pseudonimem Janie Ferris. Po śmierci ojca postanowiła zmienić karierę i zostać aktorką.
W 1996 użyczyła głosu panterze w anglojęzycznej wersji serialu animowanego Saber Marionette J. Po raz pierwszy wystąpiła w roli aktorskiej jako Lauren Urbina w telewizyjnym dramacie kryminalnym Showtime Inspektorzy (The Inspectors, 1998) u boku Louisa Gossetta Jr. i Jonathana Silvermana. Wystąpiła potem gościnnie w serialach, w tym Tajemnice Smallville, 4400, Gwiezdne wrota, Nie z tego świata.

## Filmografia

### Filmy
- 2001: W sieci pająka (Along Came a Spider) jako pani Hume
- 2010: Zlecenie na śmierć (Icarus) jako Kerr
- 2012: Człowiek z Cold Rock (The Tall Man) jako Tracy
- 2016: Miłość aż po grób (Newlywed and Dead, TV) jako Annie Ward

### Seriale
- 1999: Gwiezdne wrota jako dr Raully
- 1999-2000: Rekiny i płotki (Beggars and Choosers) jako Sandra Cassandra
- 2000: Kombinezon bojowy Gundam Wing jako Sally Po (głos)
- 2000: To niesamowite (So Weird) jako Miranda Scott
- 2000: Pierwsza fala (First Wave) jako Alice
- 2005–2006: 4400 jako Nina Jarvis
- 2006–2011: Nie z tego świata (Supernatural) jako Ellen Harvelle
- 2007: Battlestar Galactica jako Pollux
- 2009: Uderzenie (Impact) jako Renee Ferguson
- 2010: V jako prywatny detektyw
- 2011: V jako Felicia Castro
- 2013: Emily Owens, M.D. jako Marian Camphill
- 2015: Backstrom jako Rebecca Forrester
- 2015: Kochanki (Mistresses) jako detektyw Libby Whitehead
- 2017: Gdzieś pomiędzy (Somewhere Between) jako kpt. Kendra Sarneau
- 2018: Six jako Kate Kilcannon